# شميرانات
مقاطعة شميرانات (بالفارسية: شهرستان شمیرانات) هي إحدى مقاطعات محافظة طهران الإيرانية. مركز المقاطعة هو مدينة تجريش. يبلغ عدد السكان حوالي 50,000 نسمة، غالبيتهم من الفرس ويتكلمون بلغة الفارسية.
ومن أهم المدن السياحية في هذه المقاطعة: مدينة لواسان